# Wingerode
Wingerode is een gemeente in de Duitse deelstaat Thüringen, en maakt deel uit van de Landkreis Eichsfeld.
Wingerode telt 1.169 inwoners.